# Missile Defense Integration and Operations Center
Das Missile Defense Integration and Operations Center (ehemals Joint National Integration Center) der Missile Defense Agency der USA
Unterstützt das Unified Combatant Command bei Forschung und Entwicklung, Test, Evaluation sowie bei Operationen und leistet Ausbildungsunterstützung. Darüber hinaus nimmt das Missile Defense Integration and Operations Center (MDIOC) Aufgaben für die Abwehr ballistischer Raketen (ICBM) war. Das MDIOC ist in einer 62.802 m² großen Mehrzweckanlage auf der Schriever Air Force Base, Colorado untergebracht.
Das MDIOC ist vorrangig ein Forschungszentrum mit der Zielsetzung der Analyse, Konzeption, Aufbau, Integration, Test und Prüfung von Aufträgen zur Entwicklung und Einsatz von Raketenabwehrsystemen. Es soll die technische Integration und koordinierten Einsatz der Raketenabwehr aller Waffengattungen unterstützen (CONOPS Doktrin). Zu diesem Zweck untersucht es Szenarien der Raketenabwehr, den Einsatz von Weltraumtechnik, der computergestützten Schlachtführung (BM/C4I) und stellt allgemein Dienste zur Konfliktsimulation zur Verfügung (Wargames).
Das Zentrum operiert 24/7 und hatte 2011 ein ungefähres Budget von 83 Millionen US-Dollar. Für die Folgejahre ist vorgesehen die Ausgaben, wegen geänderter Prioritäten des Verteidigungsministeriums der Vereinigten Staaten, auf etwa 55 Millionen US-Dollar jährlich zu senken. Der größte Einzelposten des Budgets ist für den Betrieb des Rechenzentrums vorgesehen. Die Ausgaben hierfür sollen entgegen den sonstigen Einsparungen von 20,5 Millionen US-Dollar im Jahr 2011 auf knapp 26 Millionen US-Dollar im Jahr 2013 ausgeweitet werden.